# 왕경 (낙랑후)
낙랑후 왕경(樂浪侯 王璥, 생몰년 미상)은 고려의 왕자이다. 정종과 용의왕후의 아들이다.

## 생애
언제 태어났는지는 분명하지 않으며, 고려의 제10대 왕 정종의 셋째 아들이다. 어머니는 용의왕후이며, 성은 왕, 이름은 경(璥), 본관은 개성이다. 덕종의 조카이며, 문종은 이복 숙부인 동시에 5촌 당숙이 되기도 한다.
왕경의 모후 용의왕후는 단주 한씨 한조의 딸로, 정종의 제1비 용신왕후와는 친자매간이다. 1038년(정종 4년) 음력 4월 여비에 책봉되었고, 1040년(정종 6년) 음력 2월 왕후에 책봉되었다.
왕경은 즉위 후인 1052년(문종 6년) 음력 10월 11일 개부의동삼사 수태보 겸상서령 상주국 낙랑후에 책봉되었으며, 식읍 3,000호를 받았다. 또 이때 수성협리봉덕공신의 칭호도 함께 받았다.
한편 낙랑후의 이후 기록은 존재하지 않아 자세한 내용은 알 수 없다.

## 가족 관계
- 조부 : 고려 제8대 왕 현종(顯宗, 992년~1031년, 재위:1009년~1031년)
- 조모 : 현종의 제3비 원성왕후(元成王后, ?~1028년)
  - 백부 : 고려 제9대 왕 덕종(德宗, 1016년~1034년, 재위:1031년~1034년)
  - 아버지 : 고려 제10대 왕 정종(靖宗, 1018년~1046년, 재위:1034년~1046년)
- 외조부 : 한조(韓祚, 생몰년 미상)
  - 어머니 : 정종의 제2비 용의왕후(容懿王后 韓氏, 생몰년 미상)
    - 형 : 애상군 방(哀殤君 昉, 생몰년 미상)
    - 동생 : 개성후 개(開城侯 暟, ?~1062년)